# Șîroka Hreblea, Kozeatîn
Șîroka Hreblea (în ucraineană Широка Гребля) este un sat în comuna Mîhailîn din raionul Kozeatîn, regiunea Vinnița, Ucraina.

## Demografie
Componența lingvistică a localității Șîroka Hreblea
     Ucraineană (98,31%)
     Rusă (1,56%)
Conform recensământului din 2001, majoritatea populației localității Șîroka Hreblea era vorbitoare de ucraineană (98,31%), existând în minoritate și vorbitori de rusă (1,56%).